# Ustrój hydrologiczny
Ustrój hydrologiczny to zbiór cech fizycznych i chemicznych wód morskich.
Do takich cech zaliczane są:
- zasolenie,
- temperatura,
- gęstość,
- zawartość rozpuszczonych gazów,
- system cyrkulacji,
- rytm sezonowych zmian powyższych cech.